# Храм Флоры и Помоны
Храм Флоры и Помоны (также позднее Павильон «Эхо») — полуруинированное, срочно нуждающееся в реставрации, архитектурное сооружение на Александровой даче в Павловске, объект Всемирного наследия из списка ЮНЕСКО, объект культурного наследия федерального значения, памятник архитектуры.

## История

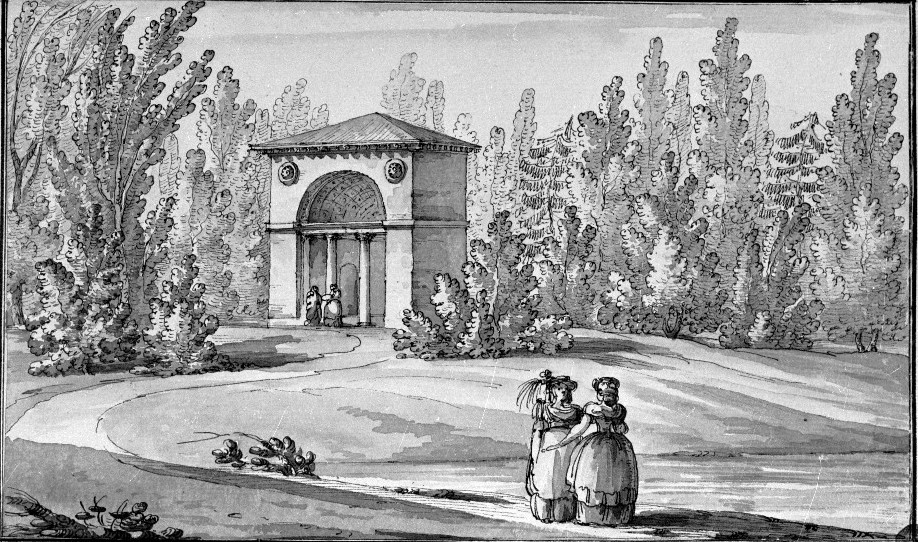
зарисовка Джакомо Кваренги

Посвящён богине цветов Флоре и нимфе или богине плодородия Помоне. Павильон был конечной точкой точка маршрута царевича Хлора из сказки о Царевиче Хлоре, написанной Екатерианой II и иллюстрированной садово-парковым ансамблем Александровой дачи.

В стихотворном описании авторства С. С. Джунковского, составленном не позднее 1793 года с павильоном связаны такие строки:
Тѣннистою пойдемъ чрезъ лѣсъ дорогой,

 Отъ зноя и вѣтровъ она хранитъ;
Такъ духъ не хвалится довольный много;
Онъ любитъ тѣнь, въ ней зависть не страшитъ.
Искусною украшенный рукою
Поставленъ при концѣ храмъ для покою,
Помонѣ онъ и Флорѣ посвященъ:
Предъ нимъ кустарники плоды раждаютъ,
И запахъ сладостный цвѣты пускаютъ.

 Прїятствомъ такъ путь долгой награжденъ!
В Храме, сооружённом в виде эдикулы, прекрасно обозреваемом с Новгородской дороги, находились две ниши со статуями богинь. Фриз украшали два медальона с барельефами амуров в виде садовников. На входе в святилище - две ионические колонны и по бокам две полуколонны, поддерживающие архитрав. Как свидетельствует В. Н. Талепоровский, стены храма и его колонны были покрыты искусственным мрамором разных оттенков и рисунков: «Ниши для статуй были облицованы искусственным мрамором красного тона, выделявшимся на белой глади стены. Полукупол покрыт мелкими восьмигранными и четырёхгранными кессонами с розетками, среди которых строгие звездообразные розетки чередуются с “вихревыми”, закручивающимися». Остатки прекрасной отделки павильона Эхо сохранились только на гравюрах и фотографиях, но само здание уцелело и нуждается в срочной реставрации.

## Проблема авторства

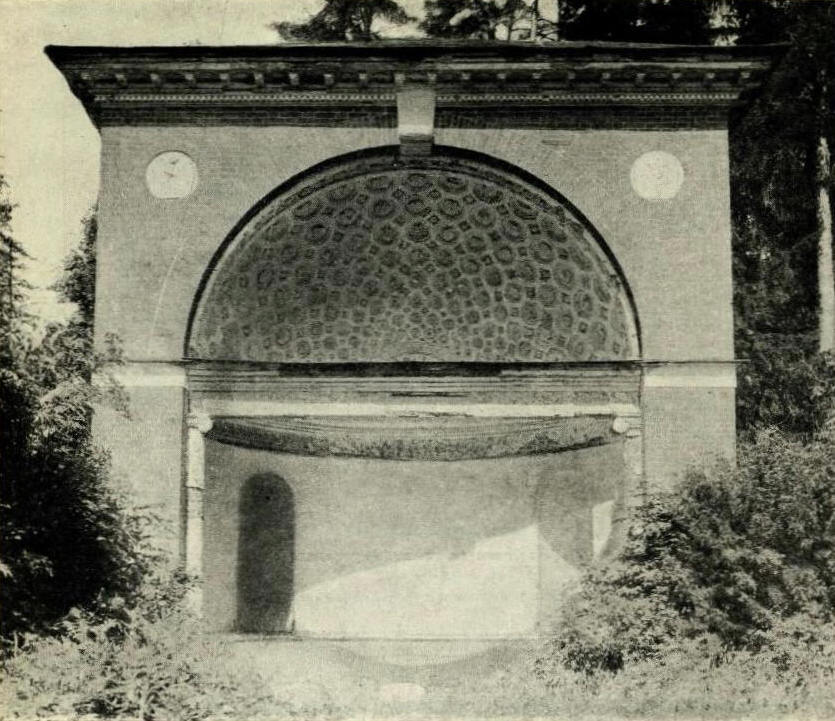
Павильон Эхо, 1930-е

Ранее авторство проекта павильона приписывалось Чарльзу Камерону на основании очевидного сходства с Памятником родителям в Павловском парке. В версии В. Н. Талепоровского:
«Второй павильон – «Эхо» - с ещё большей определённостью позволяет говорить об авторстве Камерона. Павильон «Эхо» решён в виде античной, древнеримской эдикулы, небольшого святилища. Раньше павильон «Эхо» назывался «храмом Флоры и Помоны»; на посвящение его обеим богиням указывают сохранившиеся две ниши для статуй, барельефы с изображением амуров в роли садовников и окружающая заросль из кустов сирени.

Архитектурно павильон представляет по фасаду прямую стену с ионийской колоннадой, поддерживающей архитрав. Позади колоннады находится полуциркульная ниша-эдикула, с полукуполом над ней и с двумя упомянутыми нишами для статуй Флоры и Помоны. Здесь колоннада увенчана характерными для Камерона капителями с густо закрученными волютами Эрехтейона. Поверхность стены, фриза и колонн покрыта искусственным мрамором разных оттенков и рисунков. Ниши для статуй были облицованы искусственным мрамором красного тона, выделявшимся на белой глади стены. Полукупол покрыт мелкими восьмигранными и четырёхугольными кессонами с розетками, среди которых строгие звёздообразные розетки чередуются с «вихревыми», закручивающимися. Характерны для Камерона также изысканная деликатность карниза и модулировка его с контрастно большим замком над аркой ниши и, конечно, оба медальона в стене эдикулы».
Намного позднее выхода монографии В. Н. Талепоровского о Камероне, в 1988 году, была опубликована переписка Джакомо Кваренги с генералом Салтыковым, где обсуждаются вопросы создания сооружений Александровой дачи. В комплексе с известными зарисовками авторства Кваренги, эта публикация документально подтвердила руководство строительными работами со стороны этого архитектора. Версия об участии Н. А. Львова в проектировании или строительстве павильона на 2025 год не имеет опубликованных документальных подтверждений. В 1961 году отмечалось:
Дача строилась одновременно с возведением основных построек дворцового ансамбля в·Павловске. Всё то стилистически новое, что возникало там, получило отзвук в архитектурном облике Александровой дачи, на основании чего в литературе её авторство иногда приписывалось Камерону. Обнаруженный среди чертежей Львова проектный рисунок этой дачи (см. рис. 11) и изучение архитектурного ансамбля дачи заставляет пересмотреть вопрос её авторства и приводит нас к убеждению, что создателем её был Н. А. Львов.
...

Дальнейший путь (возвращение по другую сторону озера) через парк, где поставлены были памятники Славы, приводит к единственному павильону, от которого кое-что сохранилось до наших дней — «храму для покою», посвящённому Помоне и Флоре. Павильон однотипен с памятником «Родителям» в Павловском парке, сооружённом приблизительно в это же время, первый в ионическом, второй в дорическом ордере. Дальнейшее исследование должно выяснить сходство и различие в пропорциях и размерах сооружений, общность технических приёмов и декоративных форм и даст возможность установить авторство, имея в виду, что проект памятника «Родителям» сделан рукой Львова (рис. 85).

## Современное состояние
Имеет сильные повреждения, утраты задней несущей стены, осыпания кирпичей на главном фасаде.